# Galaxias rekohua
Galaxias rekohua је зракоперка из реда Salmoniformes.

## Угроженост
Ова врста се сматра рањивом у погледу угрожености врсте од изумирања.

## Распрострањење
Ареал врсте је ограничен на једну државу. 
Нови Зеланд је једино познато природно станиште врсте.

## Станиште
Станиште врсте су слатководна подручја.